# Aleko Yordan
Aleko Yordan   (Istanbul, 10 de gener de 1938 - Crissa, 21 de setembre de 2019) va ser un futbolista turc.
Membre d'una família grega (Rūm) va jugar als equips turcs de Beyoğluspor de Beyoğlu i Beykoz S.K. de Beykoz abans d'arribar a la Selecció Nacional de Futbol turca. Ha participat en tres partits de la selecció i posteriorment va fitxar per AEK Atenes F.C.